# Операция «Бен-Ами»
Операция «Бен-Ами» (ивр. מבצע בן עמי‎) — военная операция войск Израиля против арабских подразделений в Западной Галилее во время Войны за Независимость Израиля.
Целью операции было очищение от арабских вооружённых групп Западной Галилеи и снятие наземной блокады с еврейского города Нагария и прилежащих поселений. В ходе операции еврейские войска подавили вооружённое сопротивление, и 14 мая 1948 года колонна из 25 грузовиков в сопровождении бронемашины вошла в Нагарию, прорвав блокаду.
Серьёзные бои были крайне редки, потому что в этой части Израиля не было регулярной армии какой-либо из враждебных Израилю стран. Сирийская армия была остановлена поселенцами киббуца Дгания, трансиорданские армейские части перешли в оборону в районах Дженина и Тулькарма, поэтому арабское сопротивление в западной Галилее было представлено в основном народным ополчением на основе отрядов полиции, сформированных британцами. Противостояли им в основном тоже отряды народного ополчения, отряды самообороны, созданные в каждом еврейском поселении, а также части еврейских вооружённых формирований (см. Хагана, Лехи, Эцель), так как на момент проведения операции «Бен-Ами» израильская армия ещё не была сформирована. Тем не менее, у евреев было значительное преимущество: многие мужчины прошли Вторую мировую войну, служили в кадровой армии и имели необходимые навыки обращения с оружием и ведения коллективных операций. Кроме того, евреев поддерживали друзы, отлично знающие места боёв и сводящие на нет преимущество противостоящих евреям арабов-мусульман из местного населения.